# Radocza (przystanek kolejowy)
Radocza – nieczynny przystanek kolejowy w Radoczy, w województwie małopolskim, w Polsce. Znajduje się tu 1 peron.
8 czerwca 2014 budynek przystanku został rozebrany; pozostawiono jedynie wiaty przystankowe i fundamenty.